# Роули, Дженет
Дженет Дэвисон Роули (англ. Janet Davison Rowley; 5 апреля 1925, Нью-Йорк, Нью-Йорк — 17 декабря 2013, Гайд-Парк, Иллинойс) — американский генетик и первый учёный, выяснивший, что транслокация является причиной лейкоза и других злокачественных опухолей. Доктор, член Американского философского общества (1993).

## Образование и семья
Джанет Дэвисон родилась в Нью-Йорке в 1925 году. Она была единственным ребёнком Харфорда и Этель Баллантин Дэвисон. Её отец получил квалификацию MBA в Гарвардской школе бизнеса, а мать — степень магистра в области образования в Колумбийском университете. Её родители работали преподавателями в колледже и средней школе, соответственно, а позднее её мать оставила преподавание, чтобы стать школьным библиотекарем.
Дженет Дэвисон окончила школу в Нью-Джерси и проявила особый интерес к науке. В 1940 году, в возрасте 15 лет, она получила стипендию для обучения по advanced placement программе в Laboratory Schools Чикагского университета и продолжила образование в этом университете, где получила степень бакалавра философии в 1944 году, степень бакалавра наук в 1946 году и степень доктора медицины в 1948 году, в возрасте 23 лет.
На следующий день после получения медицинского образования Дженет Дэвисон вышла замуж за Дональда Адамса Роули, тоже доктора, и работала неполный рабочий день до тех пор, пока самый младшему из её четырёх сыновей не исполнилось 12 лет.

## Карьера
После получения в 1951 году медицинской лицензии Роули работала лечащим врачом в Infant and Prenatal Clinics Департамента здравоохранения округа Монтгомери, штат Мэриленд. В 1955 году она заняла должность исследователя в Dr. Julian Levinson Foundation — чикагской клинике для детей с отклонениями в развитии, где она работала до 1961 года. Она также преподавала неврологию в Колледже медицины Иллинойсского университета.
В 1962 году, изучая репликацию ДНК картины в нормальных и аномальных хромосомах человека, Роули вернулась в Чикагский университет как научный сотрудник факультета гематологии. Она стала доцентом в 1969 году и профессором в 1977-м. В 1970-е годы Роули продолжала развивать использование существующих методов флуоресценции раствора акрихина и окрашивания по Романовскому — Гимзе для выявления хромосом и продемонстрировала, что аномальная филадельфийская хромосома, замешанная в возникновении некоторых типов лейкемии, в некоторых случаях была вовлечена в транслокацию с хромосомой 9. Она также распознала транслокацию между хромосомами 8 и 21 при остром миелоидном лейкозе, а также между хромосомами 15 и 17 при остром промиелоцитарном лейкозе.
Когда Роули в 1970-х годах опубликовала свои выводы, её утверждение, что специфические транслокации вызывают специфические заболевания, шло против господствовавшего взгляда на причины возникновения злокачественных опухолей, подразумевавшего, что хромосомные аномалии в их случае малозначительны. Хотя поначалу идеи Роули встретили некоторое сопротивление, её работы доказали свою огромную важность, а к 1990 году более семидесяти транслокаций были выявлены в числе причин различных видов рака.
В 1992 году подписала «Предупреждение человечеству».
Опубликовала более пятисот статей и продолжала свои исследования в Университете Чикаго вплоть до своей смерти.
Она умерла в возрасте 88 лет от осложнений, вызванных раком яичника.

## Награды и отличия
- 1988 — Международная премия короля Фейсала
- 1989 — Премия Чарльза Мотта[англ.]
- 1989 — Премия Уильяма Проктера за научные достижения
- 1991 — Премия Уильяма Аллана[англ.]
- 1996 — Международная премия Гайрднера
- 1998 — Национальная научная медаль США
- 1998 — Премия Ласкера-Дебейки по клиническим медицинским исследованиям
- 2003 — Медаль Бенджамина Франклина (Американское философское общество)[нем.]
- 2003 — AACR-Women in Cancer Research Charlotte Friend Memorial Lectureship
- 2009 — Премия Грубера по генетике
- 2009 — Президентская медаль Свободы
- 2010 — Премия Перл Мейстер-Грингард[англ.]
- 2010 — Медаль Джесси Стивенсон-Коваленко
- 2012 — Премия Японии
- 2013 — Премия медицинского центра Олбани